# Melbecke (Elspebach)
Die Melbecke ist ein rechter Nebenfluss des Elspebaches auf dem Gebiet der Stadt Lennestadt im nordrhein-westfälischen Kreis Olpe.
Dabei grenzt das Einzugsgebiet der Melbecke nördlich am Fretterbach und östlich am Bremker Bach.

## Geographische Lage
Der 5,2 km lange Bach hat seine Quelle etwas mehr als 300 m südwestlich des Siedlungsgebietes von Obermelbecke. Nachdem die Melbecke die Schmittebruchsiepen als ersten Nebenfluss aufgenommen hat und Obermelbecke passiert hat, fließt sie von dort über einer rund 1 km langen Auenlandschaft in südwestlicher Richtung durch Melbecke. Nachdem sie Melbecke als Ortschaft durchflossen hat, fließt sie ca. 1,3 km durch das 94,96 ha große Naturschutzgebiet Melbecke und Rübenkamp. Die letzten ca. 640 m fließt sie durch Trockenbrück. Dabei unterquert sie die B 55
und fließt die letzten rund 380 m parallel zum Elspebach, ehe sie in ihr mündet. Der Elspebach mündet ebenfalls nach kurzem Lauf am nordöstlichen Ortsrand von Grevenbrück in die Lenne.